# Виновен по подозрению
«Виновен по подозрению» (англ. Guilty By Suspicion, фр. La liste noire) — художественный фильм 1991 года совместного производства США и Франции, драма, снятая режиссёром Ирвином Уинклером. Главные роли в этом фильме исполнили Роберт Де Ниро, Аннетт Бенинг и Джордж Уэндт.
Премьера фильма состоялась 15 марта 1991 года в США. Фильм собрал в кинопрокате в США 9 480 198 долларов. В 1991 году фильм был номинирован на Каннском кинофестивале на главный приз. Этот фильм можно смотреть детям от 13 лет, но вместе с родителями.

## Сюжет
События происходят в 1951—1952 годах. Дэвид Мэррилл — американский режиссёр. На время он уехал в Рим, где работал над фильмами за пределами Голливуда. Когда он возвращается в США, его встречает нервозная ситуация Красной паники — борьбы с коммунистами и охоты на ведьм. У него возникает проблема — или его карьера завершена, или он должен сотрудничать с агентами ФБР.
Знакомый Дэвида Ларри Нолан настаивает на том, что он должен назвать несколько имён, как сочувствующих коммунистическим идеям. В их числе друг детства Дэвида — сценарист Банни Бакстер. На главного героя нажимают со всех сторон. Руководство студии в лице Дэррила Занука и юридических консультантов, также крайне заинтересовано в том, чтобы сотрудники студии выдали потенциальных заговорщиков. Дэвид отказывается, лишается работы и попадает в положение человека вне своего круга общения. Следующий фильм заморожен и режиссёру придется вернуть студии $50 тыс. аванса. Он не может выплачивать алименты и отношения с бывшей супругой Руфь обостряются.
В какой то момент он вроде бы нашёл работу на Бродвее, на театральном поприще, но и там его находят агенты. К Дэвиду обращаются с предложением доснять фильм категории-Б испорченный при неудачном производстве. Он помогает коллегам, но и здесь ему не удаётся задержаться. В итоге Дэвида лишают опеки над сыном. Знакомая актриса Дороти Нолан оказывается в схожей ситуации. Когда выясняется, что она не получит роль — актриса кончает жизнь самоубийством сбросив автомобиль со скалы в море. Дома у Мэррилла появляется Бакстер и умоляет «сдать» его ФБР, так как он всё равно обречён. Так будет лучше всем. Руфь выставляет его из дома с отказом. После этого Дэвид и Руфь снова живут вместе.
В концовке Дэвид идёт на попятную, руководство студии обещает снять все препоны, если только он назовёт конкретные имена коммунистических агентов. Он соглашается выступить перед жюри Конгресса. Однако в последний момент он отказывается, несмотря на прямые угрозы конгрессменов. Оказавшийся на его месте Банни Бакстер также отказывается давать показания на своего друга. Бакстер также заявляет, что не будет называть никаких имён, после чего Дэвид и Руфь облегченно вздыхают.

## В ролях
- Роберт Де Ниро — Дэвид Мэррилл
- Аннетт Бенинг — Руфь Мэррилл
- Джордж Вендт — Банни Бакстер
- Патриша Уэттиг — Дороти Нолан
- Сэм Уэнамэйкер — Феликс Графф
- Люк Эдвардс — Паули Мэррилл
- Крис Купер — Ларри Нолан
- Бен Пьяцца — Дэррил Занук
- Мартин Скорсезе — Джой Лессер
- Барри Праймус — Берт Алан
- Гэйлард Сартэйн — председатель Вуд
- Робин Гэммелл — конгрессмен Тавеннер
- Брэд Салливан — конгрессмен Вельд
- Том Сайзмор — Рэй Карлин
- Роксанн Доусон — Фелисия Бэррон
- Иллеана Дуглас — Нан
- Адам Болдуин — агент ФБР
- Аллан Рич
- Стюарт Марголин
- Джин Керквуд
- Эл Рушио
- Барри Табб
- Марго Уинклер

## Съёмочная группа
- Авторы сценария: Ирвин Уинклер
- Режиссёр: Ирвин Уинклер
- Продюсеры: Стивен Ройтер, Элэн Бломквист, Нельсон Мак Кормик и Арнон Милчэн
- Оператор: Майкл Боллхаус
- Композитор: Джеймс Ньютон Ховард
- Художник: Лесли Дилли
- Монтаж: Присцилла Недд-Френдли
- Костюмы: Ричард Бруно